# دون كينغ (مخرج)
دون كينغ (بالإنجليزية: Don King)‏ هو متركمج ومصور ومخرج أمريكي، ولد في 1960.

## وصلات خارجية
- دون كينغ على موقع EncyclopediaOfSurfing.com (الإنجليزية)
- دون كينغ على موقع IMDb (الإنجليزية)
- دون كينغ على موقع ألو سيني (الفرنسية)
- دون كينغ على موقع أول موفي (الإنجليزية)
- دون كينغ على موقع أول موفي (الإنجليزية)
- دون كينغ على موقع أول موفي (الإنجليزية)
- دون كينغ على موقع قاعدة بيانات الأفلام السويدية (السويدية)
- دون كينغ على موقع قاعدة بيانات الفيلم (الإنجليزية)
- دون كينغ على موقع كينوبويسك (الروسية)